# Muckle Flugga
Muckle Flugga es una de las Islas Shetland, en Escocia. Es la segunda más al norte, después de Out Stack. Su nombre significa Isla Grande Empinada en el idioma noruego antiguo.
Su faro fue construido en 1854 por los hermanos de la familia Stevenson, Thomas y David, para proteger el país durante la Guerra de Crimea. Funcionó por primera vez el 11 de octubre de 1854. Un segundo faro, de 25 metros, se iluminó por primera vez el 1 de enero de 1858, y costó 32.000 libras esterlinas.
La isla llevaba el nombre de Unst del Norte, debido a la isla poblada de Unst al sur. En 1964 el nombre cambió a Muckle Flugga. En marzo de 1995 el faro fue automatizado y por eso la isla está ahora deshabitada.